# Ашманис, Карлис
Ка́рлис А́шманис (латыш. Kārlis Ašmanis; 1898, Рига — 1962, Рига) — латвийский футболист, защитник, игрок национальной сборной Латвии, участник летних Олимпийских игр 1924 года, трёхкратный чемпион Латвии. В советское время был репрессирован, несколько лет провёл в ссылке.

## Карьера
В первых чемпионатах Латвии по футболу Карлис Ашманис выступал за «Яунеклю кристига савиениба», а в 1923 году он присоединился к новообразованному Ригас ФК. В составе Ригас ФК Карлис Ашманис трижды становился чемпионом Латвии.
В 1922 году Карлис Ашманис принял участие в первом официальном матче сборной Латвии, а в 1924 году он в составе сборной отправился на Игры VIII Олимпиады, где сыграл в единственном матче против сборной Франции (0:7).

## Достижения
- Чемпион Латвии (3): 1924, 1925, 1926
- Серебряный призёр чемпионата Латвии: 1922
- Обладатель Кубка Риги (2): 1924, 1925

## Статистика
| Матчи и голы Карлиса Ашманиса за сборную Латвии | Матчи и голы Карлиса Ашманиса за сборную Латвии | Матчи и голы Карлиса Ашманиса за сборную Латвии | Матчи и голы Карлиса Ашманиса за сборную Латвии | Матчи и голы Карлиса Ашманиса за сборную Латвии | Матчи и голы Карлиса Ашманиса за сборную Латвии | Матчи и голы Карлиса Ашманиса за сборную Латвии |
| №                                               | Дата                                            | Место проведения                                | Соперник                                        | Счёт                                            | Голы                                            | Соревнование                                    |
| ----------------------------------------------- | ----------------------------------------------- | ----------------------------------------------- | ----------------------------------------------- | ----------------------------------------------- | ----------------------------------------------- | ----------------------------------------------- |
| 1                                               | 24 сентября 1922                                | Рига                                            | Эстония                                         | 1:1                                             | —                                               | Товарищеский матч                               |
| 2                                               | 24 июля 1923                                    | Таллин                                          | Эстония                                         | 1:1                                             | —                                               | Товарищеский матч                               |
| 3                                               | 27 мая 1924                                     | Париж                                           | Франция                                         | 0:7                                             | —                                               | Олимпиада 1924                                  |
| 4                                               | 22 июня 1924                                    | Рига                                            | Турция                                          | 1:3                                             | —                                               | Товарищеский матч                               |
| 5                                               | 4 августа 1924                                  | Рига                                            | Финляндия                                       | 0:2                                             | —                                               | Товарищеский матч                               |
| 6                                               | 16 августа 1924                                 | Каунас                                          | Литва                                           | 4:2                                             | —                                               | Товарищеский матч                               |
| 7                                               | 18 октября 1924                                 | Рига                                            | Эстония                                         | 2:0                                             | —                                               | Товарищеский матч                               |

Итого: 7 матчей / 0 голов; 2 побед, 2 ничьих, 3 поражений.